# Miyamoto Musashi
En aquest nom japonès, el cognom és Miyamoto.
Miyamoto Musashi (宮本 武蔵, Miyamoto Musashi) (1584? - 19 de maig de 1645), va ser un famós guerrer del Japó feudal. També és conegut com a Shinmen Takezō, Miyamoto Bennosuke, o pel seu nom budista Niten Dōraku. El nom amb què s'autoanomena a la seva obra d'arts marcials "El llibre dels cinc anells" (Go-rin no sho) és Shinmen Musashi no Kami Fujiwara no Genshin. Va néixer el 1584, a la població de Miyamoto, a la província de Mimasaka. Els avantpassats de Musashi eren una branca del poderós clan Harima, originari de la província de Kyushu, l'illa més meridional del Japó. El seu avi, Hirada Shokan, era un servidor de Shinmen Iga No Kami Sudeshige, amo del castell de Takeyama i un important senyor feudal de l'època.
Quan Musashi tenia set anys, el seu pare, Munisai, va morir o desaparèixer (no se sap exactament). Com que la seva mare havia mort feia temps, el noi fou posat sota la tutela d'un sacerdot, oncle matern seu. Així trobem a Musashi com un orfe durant l'època de les campanyes d'unificació del país del Taiko Hideyoshi. Fill de samurai, durant una de les èpoques més violentes de la història del Japó, els escrits el descriuen com a un jove de caràcter tumultuós, amb gran força de voluntat, i físicament molt desenvolupat per la seva edat. El seu oncle va insistir que estudiés les arts del guerrer, i això, unit al seu desenvolupament físic i el seu caràcter violent, va fer que ben aviat es veiés involucrat en combats. Es guarda registre d'una lluita en la qual va derrotar i matar un guerrer adult, quan tenia tan sols tretze anys. El seu oponent era Arima Kigei, un expert samurai de l'escola d'arts marcials Shinto. Musashi el va llençar a terra i el va matar pegant-li al cap amb un pal quan intentava aixecar-se.
El següent combat seriós de què es té constància es va donar quan Musashi tenia 16 anys, i en el qual va derrotar Tadashima Akiyama. A la mateixa època, va abandonar casa seva per començar un pelegrinatge en el qual va perfeccionar les seves habilitats a través de nombrosos combats, tant en lluites individuals com en batalles. Finalment es va assentar quan tenia 50 anys, ja que va considerar que havia après tot el que podia aprendre a base de vagabundejar. En aquest període de la història del Japó hi va haver molts guerrers embarcats en pelegrinatges similars, alguns en solitari, com Musashi, i d'altres sota el patrocini d'alguna escola de lluita o algun senyor feudal.
Durant tot aquest període de la seva vida, Musashi es va mantenir relativament apartat de la societat, dedicant-se exclusivament a la recerca d'il·luminació a través del Camí de l'Espasa. Dedicat solament a perfeccionar les seves habilitats, va viure d'una forma bastant precària, vagabundejant pel país i dormint a la intempèrie al més fred hivern, sense preocupar-se del seu aspecte físic, ni casar-se, ni dedicar-se a cap professió, a banda del seu propi estudi.
A la batalla de Sekigahara, en la qual Tokugawa Ieyasu va succeir Toyotomi Hideyoshi com a màxim dirigent del Japó, Musashi estava entre les files de l'exèrcit Ashikaga i contra Ieyasu. És a dir, que va estar al bàndol perdedor. Va sobreviure no solament als tres dies que va durar el combat, en els quals van morir uns 70.000 guerrers, sinó també a la següent percaça i massacre dels supervivents que dugué a terme l'exèrcit vencedor.

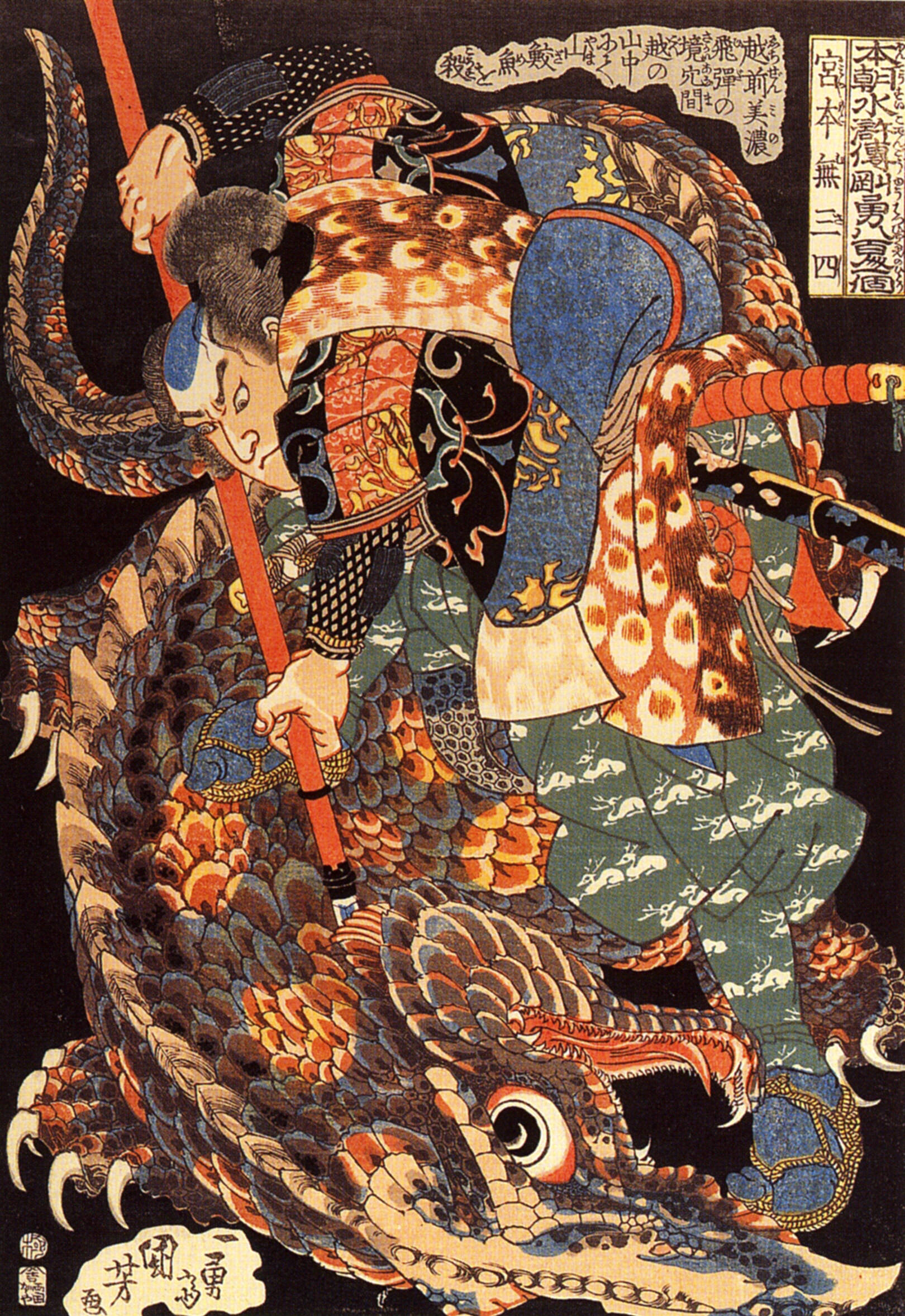
Miyamoto Musashi

## Mites
- S'ha dit que Musashi no emprava més que un wakizashi i una katana. Això no és correcte, ja que majoritàriament Musashi utilitzava espases de fusta i, en ser tan perfecte el seu estil, no necessitava una vora que tallés.
- Les llegendes diuen que Musashi mai no es banyava, per por a ser enxampat sense les seves espases. Això és poc probable, ja que Musashi era sovint convidat a banys per mestres famosos i cases de nobles.
- S'ha dit que Musashi va crear l'estil de les dues espases, després de veure un enfrontament a l'àrea de Nagasaki. En aquesta època, als enfrontaments s'empraven una espasa llarga i una de curta, com ho feia Musashi.

## Monument

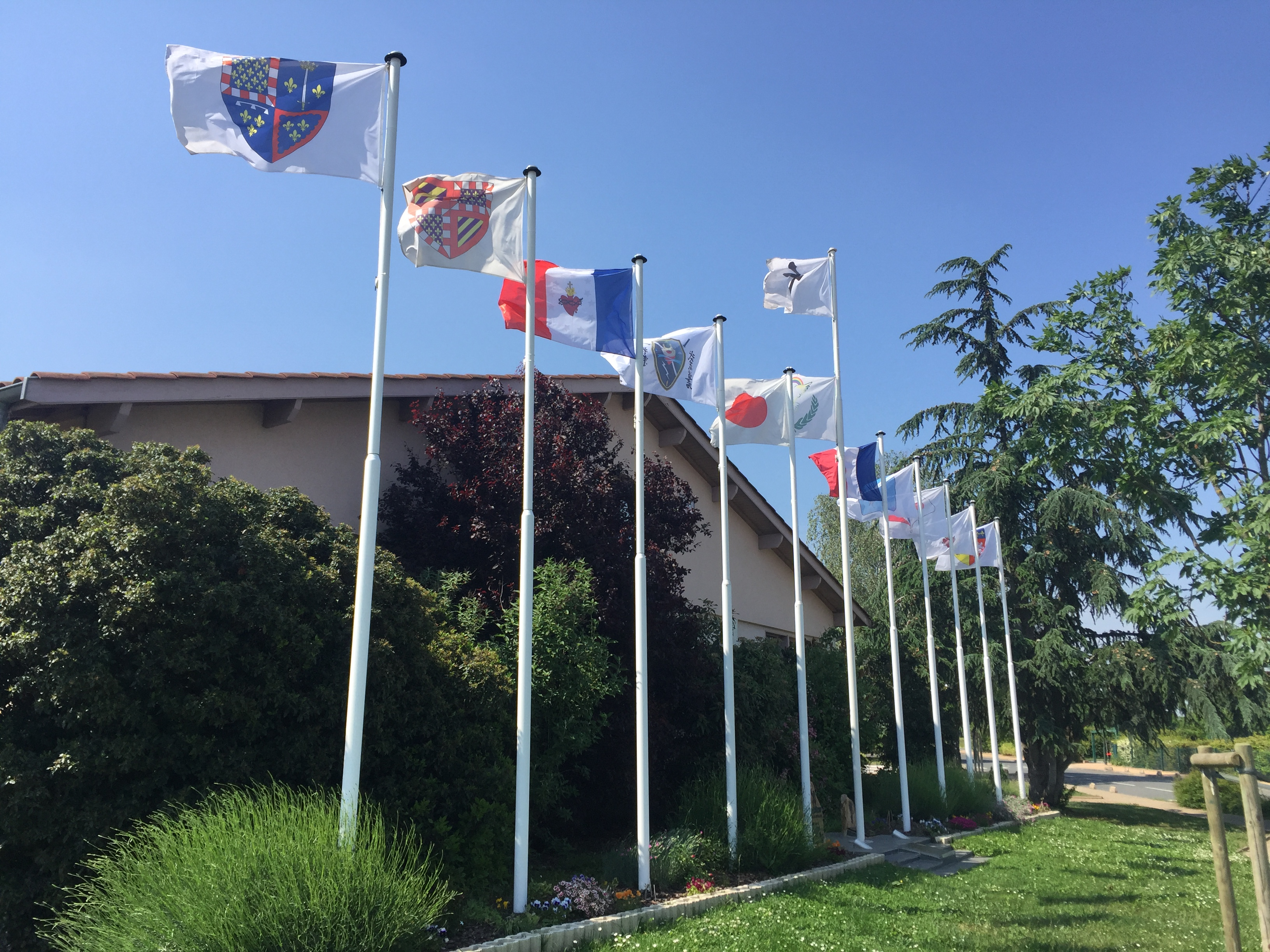
Memorial Lió-Japó-Japó-França Heiho Niten Ichi Ryu (Gleizé).
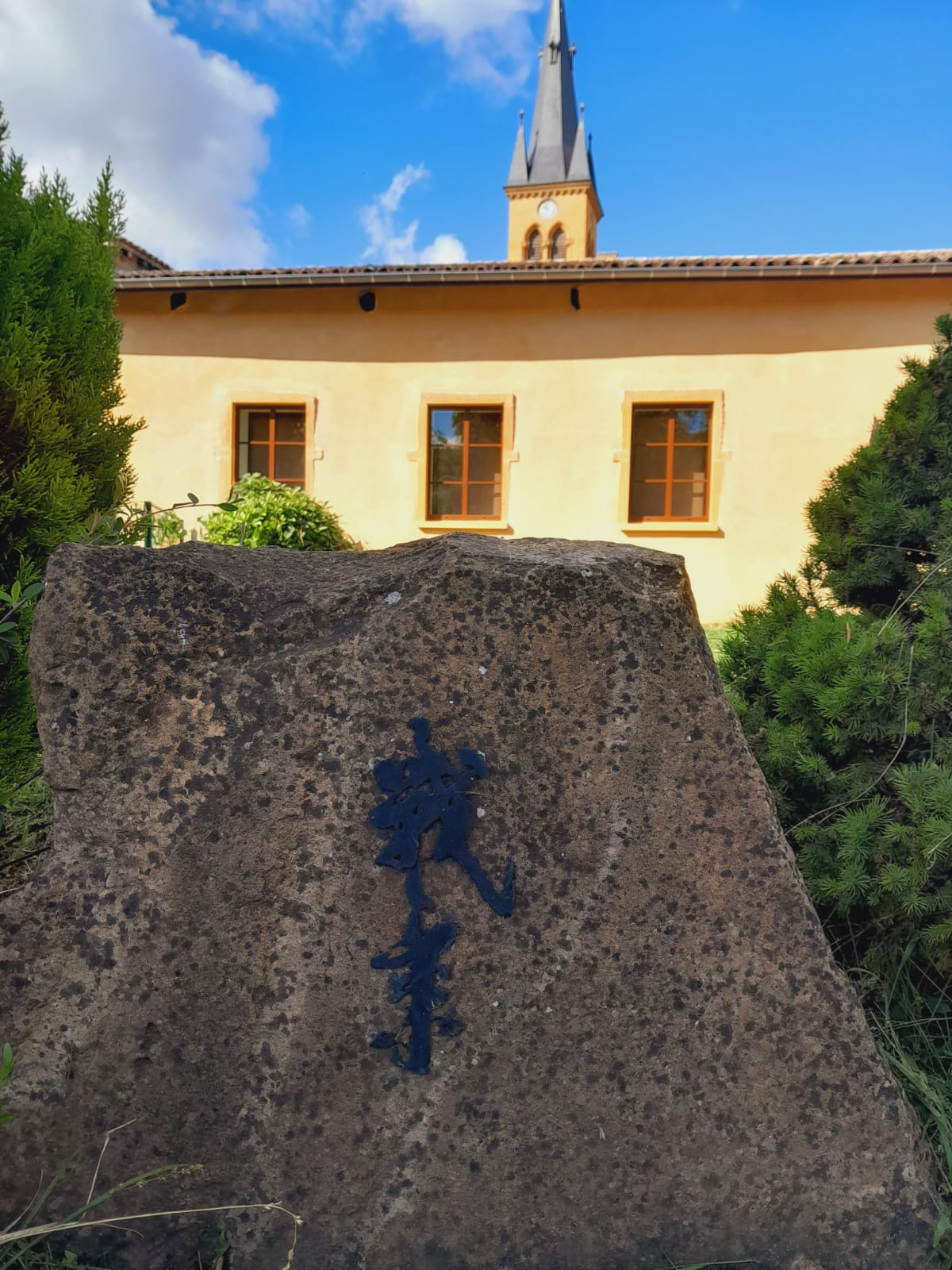
Memorial Lió-Japó-Japó-França Heiho Niten Ichi Ryu (Jarnioux).

## Miyamoto Musashi a la literatura
- Vagabond (manga)
- El llibre dels cinc anells